# Eucremastus pugillator
Eucremastus pugillator là một loài tò vò trong họ Ichneumonidae.